# Maraton, Grčka
Maraton (dimotiki: Μαραθώνας, Marathónas; atički/ katarevusa: Μαραθών, Marathṓn) je antički grčki grad – država, danas grad u Grčkoj. Tu se 490. pr. Kr. odvila bitka znana pod imenom bitka kod Maratona, u kojoj je mnogostruko nadbrojnija perzijska vojska bila pobijeđena od strane atenske vojske. Tumul (ukopni brežuljak, grčki Τύμβος, tymbos) za 192 poginula Atenjana, podignut blizu bojnoga polja, dominira ovom obalnom nizinom. Tumul je danas označen mramornom memorijalnom stelom i okružen manjim parkom. 

## Povijest
Ime duge atletske utrke izdržljivosti, maratona, potječe iz legende o Fidipidu, grčkom vojniku koji je bio poslan iz Maratona u Atenu kako bi javio atensku nevjerojatnu pobjedu. On je do Atene došao trčeći bez zaustavljanja, te je trenutak nakon što je gradu prenio vijest "Nenikekamen" ("Pobijedili smo!") pao mrtav od iscrpljenosti. Zapis o trci od Maratona do Atene se javlja po prvi put u Plutarhovom djelu Na slavi Atene iz 1. stoljeća. Plutarh tu citira izgubljeno djelo Heraklida Pontskog, smatrajući da je trkaču ime bilo ili Thersipus ili Erchius ili Eucles. Lucian iz Samosate (2. stoljeće) također nam donosi tu priču, te naziva trkača Filipidom.
Nakon što je Militijad (general grčke vojske) pobijedio vojsku perzijskoga kralja Darija I. Perzijanci odlučuju hitno otploviti od Maratona do Atene kako bi opljačkali nezaštićeni grad. Militijad naređuje svojim hoplitima dvostruko brži marš natrag u Atenu, tako da je perzijsko brodovlje u trenutku pristajanja blizu Atene na obali vidjelo iste grčke vojnike koji su bili i na Maratonskom polju.
Grčki povjesničar Herodot, glavni izvor za Grčko-perzijske ratove, spominje Fidipida kao glasnika koji je trčao od Atene do Sparte tražeći pomoć, dakle prije bitke. U nekim Herodotovim rukopisima ime toga trkača je bilo Filipid.
Postoje dvije ceste koje vode od Maratonskog polja prema Ateni; jedna prolazi preko brdovitijeg područja i duga je oko 34.5km, a druga je ravnija, ali dulja jer odlazi prema jugu, 40.8 km. Najvjerojatnije je Filipid odabrao težu sjevernu cestu s obzirom na to da je u vrijeme bitke još bilo perzijskih vojnika južno od nizine.
Maraton (μάραθον) je grčka riječ za komorač. Vjeruje se da je grad bio nazvan prema toj biljci koja je obilno rasla oko grada. Sofist i velikaš Herod Atički je bio rođen u Maratonu. 1925. je američka kompanija ULEN, kako bi osigurala zalihe vode za Atenu, u dolini iznad Maratona započela konstrukciju brane. Brana je završena 1930. Oko 10 km² pošumljenog zemljišta je bilo poplavljeno kako bi se formiralo jezero Maraton. 
Jugoistočno od grada se nalazi plaža Schinias, popularno mjesto za daskanje, na kojoj je Olimpijski veslački centar (korišten za Olimpijske igre u Ateni). Za ljetne olimpijske igre održane 1896. i 2004. Maraton je bio početna točka maratonske utrke (2004. i za žene i za muškarce). Ovo je područje sklono iznenadnim poplavama s obzirom na to da su šumski požari ogolili dijelove istočnih padina planine Pentelika (posebno 2006.).

## Vanjske poveznice
- službena stranica (grč.)